# Marcial Salazar
Marcial Salazar (Iquitos, 8 de septiembre de 1967) es un exfutbolista y entrenador peruano. Jugaba como lateral izquierdo y tiene 57 años. Actualmente, dirige a A.D. COMERCIANTES FC de la Liga 2 2025

## Trayectoria
Se inició en el Hungaritos Agustinos, de su ciudad natal, Iquitos, equipo con el que debutó en primera división en el año 1986. Luego, jugaría en el CNI, equipo de la misma ciudad durante 1988. Sus buenos rendimientos le valieron para fichar por un equipo limeño, el San Agustín, en el que jugó desde 1989 a 1993. En 1994 pasaría al Deportivo Municipal.
Para 1995 daría el gran salto a un equipo grande de Lima, el Alianza Lima, en el cual fue pieza fundamental en la defensa durante la segunda mitad de la década de los noventa. En Alianza Lima ganó el título nacional de 1997 y también el Clausura 1999.
Recibió el premio que otorga la cadena Fox Sports en Argentina a la mejor conquista en el año 99, por el gol que convirtió jugando para Alianza Lima al equipo Millonarios en Bogotá (Colombia), partido disputado por la Copa Merconorte 1999 y que ganaron los blanquiazules por 0-1.
Al finalizar el contrato con Alianza Lima pasó por el MetroStars de la MLS (en EUA). Pero no pudo jugar porque el cupo de extranjeros estaba desbordado y, al regresar a Perú, firmó con Universitario por el Torneo Clausura del 2001. Pase que causó controversia, ya que era el máximo rival de su club anterior: Alianza Lima.
Finalizó su carrera en el Deportivo Wanka, donde convirtiera algunos goles, siendo de especial recordación aquel que le marcó a Alianza Lima, club donde alcanzó los mayores logros.
Luego de finalizar su carrera como futbolista, desde el 2010 hasta el 2011, entrenó a Colegio Nacional de Iquitos, de la primera división (actualmente en la Copa Perú) de su país. Luego, entrenó a Los Caimanes en la segunda división (en tres etapas) y clubes de Copa Perú. Fue jefe de la Unidad Técnica de Atlético Torino.
Actualmente, en el año 2022, se encuentra dirigiendo al Comerciantes Fútbol Club, de Loreto, equipo con el cual acaba de pasar a la finalisima, rumbo a la Liga 1 del futbol profesional peruano, siendo un deportista y exfutbolista loretano dirigiendo a futbolistas loretanos para traer el futbol profesional a Iquitos, capital del departamento de Loreto, en la selva amazónica peruana.

## Clubes

### Como jugador
| Club                        | País           | Año       |
| --------------------------- | -------------- | --------- |
| Hungaritos Agustinos        | Perú           | 1986-1987 |
| Colegio Nacional de Iquitos | Perú           | 1988      |
| San Agustín                 | Perú           | 1989-1993 |
| Deportivo Municipal         | Perú           | 1994      |
| Alianza Lima                | Perú           | 1995-2000 |
| MetroStars                  | Estados Unidos | 2001      |
| Universitario               | Perú           | 2001      |
| Deportivo Wanka             | Perú           | 2002      |

### Como entrenador
| Club                        | País | Año       |
| --------------------------- | ---- | --------- |
| Colegio Nacional de Iquitos | Perú | 2010-2011 |
| Los Caimanes                | Perú | 2012      |
| Defensor San Alejandro      | Perú | 2012      |
| CNI FC                      | Perú | 2013      |
| Bolívar FC                  | Perú | 2014-2015 |
| Los Caimanes                | Perú | 2015-2016 |
| Estudiantil CNI             | Perú | 2017      |
| Carlos Stein                | Perú | 2017      |
| Los Caimanes                | Perú | 2017      |
| ADA                         | Perú | 2018      |
| Los Caimanes                | Perú | 2019      |
| Estudiantil CNI             | Perú | 2020      |
| Los Caimanes                | Perú | 2021      |
| Comerciantes Fútbol Club    | Perú | 2022-2023 |
| Cultural Volante            | Perú | 2024      |
| ADA Cajabamba               | Perú | 2024 -    |

## Palmarés

### Torneos nacionales
| Título                    | Club         | País | Año  |
| ------------------------- | ------------ | ---- | ---- |
| Liguilla Pre-Libertadores | Alianza Lima | Perú | 1996 |
| Torneo Apertura           | Alianza Lima | Perú | 1997 |
| Torneo Clausura           | Alianza Lima | Perú | 1997 |
| Primera división del Perú | Alianza Lima | Perú | 1997 |
| Torneo Clausura           | Alianza Lima | Perú | 1999 |